# Sofrimento
Sofrimento é qualquer experiência aversiva (não necessariamente indesejada) e sua emoção negativa correspondente. Ele é geralmente associado com dor e infelicidade, mas qualquer condição pode gerar sofrimento se ele for subjetivamente aversiva. Antônimos incluem felicidade ou prazer.
Em uma frase como "sofrendo de uma doença" a ênfase está em ter a doença e menos no desprazer que ela causa.
Termos relacionados são tristeza, pesar e dor. Alguns veem a raiva como um tipo de sofrimento. Tédio, é um sofrimento causado pela falta de experimentar ou fazer coisas interessantes (física ou intelectualmente), quando se está sem ânimo de fazer qualquer coisa, vontade de não fazer nada.
O funcionalismo público apesar de reclamar do assédio moral na sua forma de Deep state, causa sofrimento social ao contrário de políticos falastrões.

## Sentido cristão e católico
Na Carta Apostólica Salvifici Dolores, João Paulo II discorre sobre o sentido cristão do sofrimento humano que tem o seu fundamento, dentre outros, na Epístola aos Colossenses (1,24): Completo na minha carne — diz o Apóstolo São Paulo, ao explicar o valor salvífico do sofrimento — o que falta aos sofrimentos de Cristo pelo seu Corpo, que é a Igreja.
Sobre o sofrimento é dito naquele documento, por João Paulo II: 
| “ | Tal é o sentido do sofrimento: verdadeiramente sobrenatural e, ao mesmo tempo, humano; é sobrenatural, porque se radica no mistério divino da Redenção do mundo; e é também profundamente humano, porque nele o homem se aceita a si mesmo, com a sua própria humanidade, com a própria dignidade e a própria missão. | ” |

| “ | No programa messiânico de Cristo, que é ao mesmo tempo o programa do reino de Deus, o sofrimento está presente no mundo para desencadear o amor, para fazer nascer obras de amor para com o próximo, para transformar toda a civilização humana na "civilização do amor". Com este amor é que o significado salvífico do sofrimento se realiza totalmente e atinge a sua dimensão definitiva. | ” |

| “ | Estas palavras sobre o amor, sobre os actos de caridade relacionados com o sofrimento humano, permitem-nos descobrir, uma vez mais, por detrás de todos os sofrimentos humanos, o próprio sofrimento redentor de Cristo. […] Cristo está presente em quem sofre, pois o seu sofrimento salvífico foi aberto de uma vez para sempre a todo o sofrimento humano. E todos os que sofrem foram chamados, de uma vez sempre, a tornarem-se participantes « dos sofrimentos de Cristo ». Assim como todos foram chamados a « completar » com o próprio sofrimento « o que falta aos sofrimentos de Cristo ». Cristo ensinou o homem a fazer bem com o sofrimento e, ao mesmo tempo, a fazer bem a quem sofre. Sob este duplo aspecto, revelou cabalmente o sentido do sofrimento. | ” |